# Bob Newhart
Bob Newhart, né le 5 septembre 1929 à Oak Park (Illinois), et mort le 18 juillet 2024 à Los Angeles (Californie), est un acteur américain.
Il a accédé à la notoriété dans les années 1960 avec son album de monologues comiques The Button-Down Mind of Bob Newhart ; il a reçu le Grammy Award du meilleur nouvel artiste en 1961.
Plus tard dans sa carrière, Bob Newhart s'est surtout illustré comme acteur, notamment à la télévision. Son rôle dans The Big Bang Theory lui a valu l'Emmy Award du meilleur acteur guest star dans une série comique en 2013 et 2014.

## Biographie

### Jeunesse
George Robert Newhart est né le 5 septembre 1929 à l'hôpital West Suburban à Oak Park dans l'Illinois.

### Carrière

#### Début de carrière
En 1958, Bob Newhart devient rédacteur publicitaire pour Fred A. Niles, un important producteur indépendant de cinéma et de télévision à Chicago. Ici, l'acteur et un collègue se sont divertis avec de longs appels téléphoniques au sujet de scénarios absurdes, qu'ils ont ensuite enregistrés et envoyés aux stations de radio sous forme de bandes d'audition. Lorsque le collègue a mis fin à sa participation en prenant un emploi à New York, Bob Newhart a continué les enregistrements seul, développant ce type de routine.
Dan Sorkin, un disc-jockey dans une station de radio qui deviendra le co-animateur de la série Newhart sur la NBC, a présenté Bob Newhart à la tête du talent chez Warner Bros[source secondaire souhaitée]. Records. Le label l'a signé en 1959, un an seulement après sa création, uniquement sur la base de ces enregistrements. Bob Newhart a étendu son matériel dans une routine de stand-up qu'il a commencé à jouer dans les boîtes de nuit.[pas clair]

#### La popularité
En 1972, la popularité de Bob Newhart explose à la télévision avec le sitcom The Bob Newhart Show. Mais après 5 ans de diffusion, l'audience s'essouffle et la série s'arrête en 1978 après six saisons et 142 épisodes.
Entretemps en 1973, Walt Disney Productions confie à Bob Newhart le rôle de la voix de Bernard dans Les Aventures de Bernard et Bianca. Avec ce film, l'acteur partage la vedette avec Eva Gabor, la voix de Miss Bianca et star de la série Les Arpents verts.
Lorsque Les Aventures de Bernard et Bianca sort sur les écrans le 22 juin 1977, le succès est au rendez-vous avec plus de 48 millions de dollars de recettes pour un budget de 7,5 millions et Walt Disney Productions, Bob Newhart et Eva Gabor ont gagné leur pari de faire un film d'animation.

### Mort
Bob Newhart est décédé à Los Angeles le 18 juillet 2024 à l'âge de 94 ans.

## Filmographie

### Au cinéma
- 1962 : L'enfer est pour les héros de Don Siegel : James E. Driscoll
- 1968 : Chauds, les millions d'Eric Till : Willard C. Gnatpole
- 1970 : Melinda de Vincente Minnelli : Dr Mason Hume
- 1970 : Catch 22 de Mike Nichols : Major Major
- 1971 : Cold Turkey de Norman Lear : Merwin Wren
- 1977 : Les Aventures de Bernard et Bianca de Wolfgang Reitherman, Art Stevens et John Lounsbery (film d'animation) : Bernard (voix)
- 1980 : La Puce et le Grincheux de Walter Bernstein : Regret
- 1980 : First Family (en) de Buck Henry : le Président Manfred Link
- 1990 : Bernard et Bianca au pays des kangourous de Hendel Butoy et Mike Gabriel (film d'animation) : Bernard (voix)
- 1994 : L'Irrésistible North de Rob Reiner : Bernard (voix)
- 1997 : In and Out de Frank Oz : Tom Halliwell, le proviseur
- 1998 : Rudolph, le petit renne au nez rouge : Le Film de 	William R. Kowalchuk (film d'animation) : Leonard, l'ours polaire (voix)
- 2003 : La blonde contre-attaque de Charles Herman-Wurmfeld : Sid Post
- 2003 : Elfe  de Jon Favreau : Papa Elf
- 2011 : Comment tuer son boss ? de Seth Gordon : Lou Sherman

### À la télévision
- 1972 : Decisions! Decisions!
- 1972 - 1978 : The Bob Newhart Show : Robert « Bob » Hartley
- 1974 : Thursday's Game : Marvin Ellison
- 1980 : Marathon : Walter Burton
- 1982 - 1990 : Newhart : Dick Loudon
- 1991 : The Entertainers : Todd Wilson
- 1991 : The Bob Newhart Show 19th Anniversary Special : Robert Hartley
- 1992 - 1993 : Bob (série) : Bob McKay
- 1995 : Lui-même (The Simpson) : Bob Newhart : Épisode « Bart the Fink »
- 1997 : George & Leo (série) : George Stoody
- 2001 : Untitled Sisqo Project
- 2001 : The Sports Pages : Doc Waddems (segment How Doc Waddems Finally Broke 100)
- 2003 : Urgences (série, saison 10, épisodes 5 à 7) : Ben Hollander
- 2004 : Les Aventures de Flynn Carson : Le Mystère de la lance sacrée de Peter Winther (téléfilm) : Judson
- 2004 - 2005 : Desperate Housewives : Morty Flickman
- 2006 : Les Aventures de Flynn Carson : Le Trésor du roi Salomon de Jonathan Frakes (téléfilm) : Judson
- 2008 : Les Aventures de Flynn Carson : Le Secret de la coupe maudite de Jonathan Frakes (téléfilm) : Judson
- 2011 : NCIS : Enquêtes spéciales : Tourner une page / Ne rien demander, ne rien dire (saison 8, épisode 12) : Dr Walter Magnus
- 2013 - 2017 : The Big Bang Theory : Arthur Jeffries, alias le Professeur Proton (épisodes 6-22, 7-07, 7-22, 9-11, 11-06 & 12-5)
- 2014 : Flynn Carson et les Nouveaux Aventuriers : La Couronne du Roi Arthur (saison 1 épisode 1) et L'Épée dans le rocher (saison 1 épisode 2) : Judson
- 2017-2019 : Young Sheldon : Arthur Jeffries, alias le Professeur Proton

## Voix francophones
En version française, Bob Newhart est d'abord doublé par Michel Roux dans L'enfer est pour les héros, Jean-Louis Jemma dans Chauds, les millions, Christian Alers dans Melinda et Pierre Trabaud dans Catch 22.
Le doublant une première fois dans La blonde contre-attaque, Michel Ruhl devient la voix la plus régulière de l'acteur, le retrouvant par la suite dans l'univers Flynn Carson (Le Mystère de la lance sacrée, Le Trésor du roi Salomon, Le Secret de la coupe maudite et la série).
S'il a été doublé à trois reprises par Roger Carel (Les Aventures de Bernard et Bianca, sa suite et Elfe), Laurent Claret lui a aussi prêté sa voix à deux occasions (The Big Bang Theory et Young Sheldon). Enfin, à titre exceptionnel, Jacques Ciron l'a doublé dans In and Out, tout comme Jean-Pierre Moulin dans Urgences, Jean Lescot dans Desperate Housewives, Patrice Dozier dans Mad Men et Achille Orsoni dans Comment tuer son boss ?.